# Crescimento verde
O crescimento verde é um termo usado para descrever um caminho hipotético de crescimento econômico que seja ambientalmente sustentável. O conceito se baseia no entendimento de que, enquanto o crescimento econômico continuar sendo o objetivo predominante, é necessário desacoplar o crescimento econômico do uso de recursos e dos impactos ambientais adversos. Como tal, o crescimento verde está intimamente relacionado aos conceitos de economia verde ou de baixo carbono e desenvolvimento sustentável. Um dos principais impulsionadores do crescimento verde é a transição para sistemas de energia sustentável. Os defensores das políticas de crescimento verde argumentam que políticas verdes bem implementadas podem criar oportunidades de emprego em setores como energia renovável, agricultura verde ou silvicultura sustentável. Eles argumentam que através da sinergia entre Economia e Ambiente o crescimento verde promoverá o desenvolvimento sustentável e criação de valor.
Vários países e organizações internacionais, como a Organização para a Cooperação e Desenvolvimento Econômico (OCDE), Banco Mundial e Organização das Nações Unidas, desenvolveram estratégias de crescimento verde; outros, como o Global Green Growth Institute (GGGI), se dedicam especificamente ao tema. O termo crescimento verde tem sido usado para descrever estratégias nacionais ou internacionais como, por exemplo, a recuperação econômica da recessão do COVID-19, que poderia ser enquadrada como uma forma de recuperação verde.
Os críticos do crescimento verde destacam que as abordagens de crescimento verde não levam em conta a totalidade de mudanças necessárias nos sistemas econômicos para enfrentar a crise climática, a crise da biodiversidade e outras formas de degradação ambiental. Os críticos apontam, em vez disso, para estruturas alternativas de transformação econômica, como economia circular, decrescimento, economia donut ou outras mudanças fundamentais semelhantes que sejam compatíveis aos limites planetários.

## Terminologia
O crescimento verde e outros conceitos relacionados surgem da observação de que o crescimento econômico dos últimos 250 anos ocorreu, em grande parte, às custas do meio ambiente. O conceito de crescimento verde pressupõe que o crescimento econômico e o desenvolvimento podem continuar simultaneamente à redução dos impactos ambientais negativos, inclusive das mudanças climáticas, através do desacoplamento econômico-ambiental; ou ainda, que poderão continuar enquanto o ambiente natural fornecer serviços ecossistêmicos.
Com relação ao desacoplamento, existe uma distinção entre desacoplamento relativo e absoluto: o desacoplamento relativo ocorre quando a pressão ambiental ainda cresce, porém menos do que o produto interno bruto (PIB); já o desacoplamento absoluto ocorre quando há uma redução real no uso de recursos ou emissões ao mesmo tempo em que a economia cresce. Também existem outras distinções baseadas em diferentes parâmetros: indicadores de crescimento econômico e pressões ambientais (por exemplo, uso de recursos, emissões, perda de biodiversidade);  impactos no nível global ou doméstico; a economia como um todo ou setores individuais (por exemplo, energia, agricultura); desacoplamento temporário ou permanente; ou ainda, desacoplamento para atingir certas metas (por exemplo, limitar o aquecimento global a 1,5 °C ou permanecer dentro limites planetários).

## História
Embora os conceitos crescimento verde, economia verde e desenvolvimento de baixo carbono tenham recebido atenção internacional crescente nos últimos anos, o debate sobre o aumento nos impactos ambientais em face do crescimento econômico remonta a várias décadas. Por exemplo, já no início dos anos 1970 foi desenvolvida a equação I = PAT, que descreve o impacto da atividade humana no meio ambiente. Em 1972 o relatório The Limits to Growth, encomendado pelo Clube de Roma, utilizava modelos computacionais para discutir a possibilidade de um crescimento econômico exponencial em um mundo de recursos finitos. A crescente compreensão da necessidade de um desenvolvimento sustentável foi central no Relatório Brundtland de 1987, assim como na Conferência das Nações Unidas sobre o Meio Ambiente e o Desenvolvimento, ou ECO-92, no Rio de Janeiro em 1992. No início dos anos 90 foi desenvolvido o conceito de curva ambiental de Kuznets que levantava a hipótese de que a degradação ambiental aumentaria conforme um país se desenvolve economicamente até que, após um patamar, começaria a diminuir. A curva ambiental de Kuznets é um conceito disputado e não é um consenso. Outros desenvolvimentos influentes incluem o trabalho dos economistas Nicholas Stern e William Nordhaus, que defendem uma integração das preocupações ambientais nas atividades econômicas: O Relatório Stern de 2006 sobre a Economia das Mudanças Climáticas avaliou os custos e riscos econômicos das mudanças climáticas e concluiu que “os benefícios de uma ação firme e rápida superam em muito os custos econômicos de não agir”.
O termo “crescimento verde” é originário da região da Ásia-Pacífico e surgiu pela primeira vez na Quinta Conferência Ministerial sobre Meio Ambiente e Desenvolvimento (MCED) em Seul, Coreia do Sul, em 2005, onde a Rede de Iniciativa de Seul sobre Crescimento Verde foi fundada. Desde então, várias organizações internacionais voltaram sua atenção para o crescimento verde, em parte, como uma saída para a crise financeira de 2007–2008: a pedido dos países, a OCDE publicou em 2011 uma Estratégia de Crescimento Verde e, em 2012, o Banco Mundial, PNUMA, OCDE e GGGI lançaram a Plataforma de Conhecimento de Crescimento Verde (em inglês Green Growth Knowledge Platform - GGKP).
Os conceitos de crescimento verde, economia verde e desenvolvimento de baixo carbono às vezes são usados com diversos significados por diferentes organizações, mas também podem ser usados de forma intercambiável. Algumas organizações também incluem aspectos sociais em suas definições.

## Criação de empregos
O relatório "Growth Within: A Circular Economy Vision for a Competitive Europe" prevê que existem muitas oportunidades de criação de valor e de empregos na reciclagem, na produção de produtos mais duradouros e na oferta de serviços de manutenção.
De acordo com a Organização Internacional do Trabalho, uma mudança para uma economia mais verde poderia criar 24 milhões de novos empregos em todo o mundo até 2030, se as políticas corretas forem implementadas. Além disso, se não ocorrer uma transição para uma economia verde, 72 milhões de empregos em tempo integral podem ser perdidos até 2030 devido ao estresse térmico, e com o aumento de temperatura menos horas de trabalho estarão disponíveis, principalmente na agricultura.
De acordo com um relatório de 2020 da Green Alliance, projetos de criação de empregos com melhor custo-benefício no Reino Unido são: reforma de edifícios e criação de ciclovias, balsas elétricas, fábricas de baterias e reflorestamento; e que isso criaria mais empregos do que projetos de construção de estradas inicialmente propostos. O relatório também afirma que investimentos na recuperação da natureza podem criar rapidamente 10.000 novos empregos.

## Métricas
Uma métrica comumente usada para medir o uso de recursos das economias é o consumo doméstico de materiais (CDM). A União Europeia, por exemplo, usa o DMC para medir a produtividade de seus recursos. Com base nessa métrica, afirma-se que alguns países desenvolvidos alcançaram a dissociação relativa ou mesmo absoluta do uso de materiais do crescimento econômico. No entanto, O DMC não considera a deslocalização industrial e das cadeias de suprimentos globais, razão pela qual outra métrica proposta é a pegada de material (PM). A pegada material abrange o uso de recursos do início ao final de uma cadeia produtiva, ou seja, de onde as matérias-primas são extraídas até onde o produto ou serviço é consumido. Essa métrica indica que o uso de recursos pode estar crescendo no mesmo ritmo do PIB para vários países, como por exemplo para a UE-27 ou os países membros da OCDE.

## Crescimento Verde no Brasil

### Programa Nacional de Crescimento Verde
O Programa Nacional de Crescimento Verde foi lançado pelo governo federal no final de outubro com a intenção de apresentar na 26º Conferência das Nações Unidas sobre as Mudanças Climáticas (COP26) uma estrutura do que o país pretende investir nos próximos anos.
Para tornar o Brasil a maior potência verde do planeta, o governo brasileiro lançou em outubro de 2021 o Programa Nacional de Crescimento Verde. A iniciativa visa oferecer financiamentos e subsídios para incentivar projetos e atividades econômicas sustentáveis, priorizar concessão de licenças ambientais e gerar os chamados “empregos verdes”. Com o pacote de incentivos, o objetivo é neutralizar a emissão de carbono pelo país até 2050.
O novo programa conta com recursos nacionais e internacionais, públicos ou privados, reembolsáveis e não reembolsáveis, fundos de impacto e investimentos de risco. Hoje, já existem linhas de crédito de bancos públicos — da Caixa Econômica Federal e do Banco do Brasil, por exemplo, — que chegam a R$ 400 bilhões para projetos sustentáveis. O recurso contempla áreas de conservação e restauração florestal, saneamento, gestão de resíduos, ecoturismo, agricultura, energia renovável, mobilidade urbana, entre outras .  

### Desafios
Segundo o ministro do Meio Ambiente, Joaquim Leite, o maior desafio dos “negócios verdes” é desfazer a ideia de que as ações do governo têm caráter apenas punitivo. “Por isso, em outra direção, vamos incentivar, apoiar e priorizar os projetos verdes, para que promovam empreendedorismo e inovação sustentável, mostrando ao mundo que o futuro verde está aqui, no Brasil”, enfatizou o ministro durante cerimônia de lançamento do programa, no Palácio do Planalto, em Brasília (DF) .

### Vantagens
Considerando o Brasil uma potência verde,  o estoque de recursos naturais mais preservado do mundo vai estimular o mercado de capitais no campo. As propriedades rurais vão ser reavaliadas, vão ter cotas e vão poder receber aportes. O pequeno capital vai estar protegido e integrado ao mercado financeiro.
O agro brasileiro continuará atuando com baixo impacto ambiental e, portanto, já deve ser considerado uma “potência agroambiental”. O Brasil tem sido um grande provedor de alimentos. É um dos poucos países com condições reais de ter economia verde de verdade.
Foram identificadas algumas áreas de incentivo para aprimorar o programa. Entre elas estão:
- a recuperação de áreas degradadas,
- a conservação de florestas em terras privadas por intermédio de pagamentos ambientais
- a geração de empregos verdes.

O representante da Abiove explica o que seriam essas formas de trabalho. “São empregos ofertados para a pasta ambiental onde você concilia produção e conservação dos recursos naturais” .

### Governança
O planejamento, a execução e o monitoramento de resultados do programa Crescimento Verde serão conduzidos por um comitê de governança, semelhante ao que ocorre com o Programa de Parcerias de Investimentos (PPI).
O chamado Comitê Interministerial sobre Mudança do Clima e Crescimento Verde (CIMV) — antigo Comitê Interministerial sobre Mudança do Clima — tomará decisões integradas, como a criação de critérios para os projetos sustentáveis, observando, por exemplo, as características de cada região do Brasil e dos biomas .

## Críticas
Um artigo de 2020 de Jason Hickel e Giorgos Kallis publicado na New Political Economy conclui que "não há evidências empíricas de que o desacoplamento absoluto do uso de recursos possa ser alcançado em escala global em um cenário de crescimento econômico contínuo" e que “é extremamente improvável que o desacoplamento absoluto das emissões de carbono seja alcançado a uma taxa rápida o suficiente para evitar o aquecimento global acima de 1,5°C ou 2°C, mesmo sob condições políticas otimistas”. Assim, o artigo sugere uma busca de estratégias alternativas.
Uma revisão sistemática em duas partes publicada na Environmental Research Letters analisou os textos completos de 835 artigos sobre a relação entre PIB, uso de recursos (materiais e energia) e emissões de gases de efeito estufa. A primeira parte constatou que "a grande maioria dos estudos [...] aborda o tema do ponto de vista estatístico-econométrico, embora dificilmente reconheça os princípios termodinâmicos do papel da energia e dos materiais para as atividades socioeconômicas. Uma incompatibilidade potencialmente fundamental entre crescimento econômico e mudanças sociais sistêmicas para lidar com a crise climática raramente é considerada."[60] A segunda parte concluiu "que grandes e rápidas reduções absolutas de uso de recursos e emissões de gases de efeito estufa não podem ser alcançadas através das taxas de desacoplamento observadas, portanto, o desacoplamento precisa ser complementado por estratégias orientadas para a suficiência e aplicação estrita de metas de redução absoluta [de uso de recursos e emissões de GEEs]."
O movimento Degrowth (decrescimento) se opõe a todas as formas de produtivismo (a crença de que a produtividade econômica e o crescimento são o propósito da organização humana). Desta forma, o movimento se opõe aos conceitos de crescimento verde.